# Vampire (chanson)
 (mars 2017).
Si vous disposez d'ouvrages ou d'articles de référence ou si vous connaissez des sites web de qualité traitant du thème abordé ici, merci de compléter l'article en donnant les références utiles à sa vérifiabilité et en les liant à la section « Notes et références ».
Pour les articles homonymes, voir Vampire (homonymie).
Singles de Rev. from DVL
Okujō no Sukima Shiroi Sora
(5 janvier 2016)
Vampire est le 7e single du groupe féminin japonais Rev. from DVL sorti en décembre 2016 et son seul à avoir une distribution numérique.

## Détails du single
Le single sort le 16 décembre 2016, presque onze mois après le précédent single Okujō no Sukima Shiroi Sora, mais cette fois, sous format numérique, sur les sites des téléchargement légal principaux tels que Amazon, iTunes, Google Play Music et Gyao!. 
Il s'agit du premier single sans les membres Nanami Takahashi et Honami Kōya qui ont quitté le groupe quelques mois plus tard en mai 2016. Mais c'est également le dernier du groupe qui décide de se dissoudre quelques mois après.
La chanson Vampire est écrite par Akane Saitō, composée par Jin Nakamura, Candace Wakefield, Samantha Powell. La chanson en face B Dream Stars est écrite par Hanawaya est composée par Jin Nakamura ; ce dernier s'est chargé de l'arrangement des deux chansons.
La chanson Vampire (ainsi que la chanson en face B Dream Stars) figureront dans l'album best-of Never Say Goodbye -arigatou- quelques mois après en mars 2017.

## Membres
Membres crédités sur le single : 
| - Kanna Hashimoto (membre central) : chant principal - Miho Akiyama (sub-leader) : chant principal - Nagisa Shinomiya : chœurs - Miki Washio : chœurs - Hitomi Imai (leader) : chœurs - Yuna Nishioka (sub-leader) : chœurs | - Yukina Hashimoto : chœurs - Nanami Chikaraishi : chœurs - Reina Fujimoto : chœurs - Saki Furusawa : chœurs - Airi Ikematsu : chœurs |

## Liste des titres
| No | Titre       | Durée |
| -- | ----------- | ----- |
| 1. | Vampire     |       |
| 2. | Dream Stars |       |